# Kicivkai-sivatag
A Kicivkai-sivatag (ukránul Кицівська пустеля) homokos, dombos felszínű terület Ukrajna keleti részén, a Donyec folyó völgyében. A Harkivi területen fekvő Kicivka falutól délre terül el. Nevével ellentétben nem valódi sivatag, hanem félsivatagos jellegű sztyepp. Napjainkban védett terület.
A területet alkotó homokdűnéket a Donyec alakította ki az általa szállított hordalékból. A terület kelet-nyugati irányban 5 km hosszan terül el, kiterjedése észak-déli irányban 2,3 km. Átlagos tengerszint feletti magassága 50 m. A területnek jellegzetes, ritka rovarvilága van. A homokdűnék között helyenként moha, zuzmó, cserjék és fű nő.
A területet az 1960-as évektől az 1990-es évekig katonai gyakorlótérként használták harckocsik számára. Emiatt a területen előfordulhatnak fel nem robbant lőszerek.